# Хутор Рыуге
Хутор Рыуге (эст. Rõuge muinastalu, выр. Rõugõ muinastalo) ― экспериментальный археологический комплекс, в котором с использованием архаичных строительных технологий были созданы реконструкции построек железного века. Хутор находится в Вырумаа, на южной окраине Ээбикуору.
В комплексе периодически проводятся курсы по различным старинным технологиям и тематические мероприятия, знакомящие с древними временами.

## История
Автором идеи создания экспериментального археологического комплекса в Эстонии был популяризатор археологии Вийре Кобрусепп. В начале лета 2010 года под руководством Вийре началось строительство реконструкции дома железного века, которое было завершено к лету 2011 года при помощи студентов и волонтёров.
Зимой 2012 года была организована проверка качества здания.
Работы по строительству следующих четырёх построек начались в 2013 году. В 2015 году были достроены амбар и летняя кухня, в 2016 году построена кузница, а к 2018 году был окончательно достроен хлев.
В сотрудничестве с Факультетом истории и археологии Тартуского университета и Вильяндиской академией культуры в комплексе были проведены многочисленные курсы по старинным технологиям: работа по дереву (в т.ч. зодчество), гончарное дело, обработка железа и обработка жести, текстильные работы и т. д.
С 2017 года в одну из суббот июля на хуторе проходит День старого Рыуге, во время которого проводятся тематические мероприятия.

## Здания
Всего в комплексе пять построек ― жилой дом, амбар, хлев, кузница и летняя кухня. Все постройки, кроме летней кухни, представляют собой срубы. Фундамента (в современном понимании) у зданий нет ― постройки опираются на камни, уложенные на землю.
Основными инструментами, используемыми при строительстве, были топоры и стамески. Для изготовления брёвен использовались специальные режущие инструменты, предотвращающие расщепление древесных волокон при резке.

### Жилой дом
Представляет собой однокомнатный бревенчатый дом площадью 30 м². В правом от двери углу дома находится печь без дымовой трубы. Щели между брёвнами заделаны мхом и глиной. Окон нет, в стенах только две маленькие заслонки для выпуска дыма. Пол покрыт слоем глины, смешанной с овечьим и конским навозом. Крыша покрыта двумя слоями брёвен, между которыми расстелены листья берёзы и мох ― для обеспечения водонепроницаемости крыши.

### Амбар
Единственная постройка, имеющая железный пол. Крыша покрыта сеном.

### Хлев
Крыша хлева покрыта еловым брусом, пола нет. В углу постройки находится плетёный забор, ограничивающий загон для домашнего скота.

### Кузница
Имеет соломенную крышу. Расположена на большом расстоянии от других построек из соображений пожарной безопасности. Оснащена необходимым оборудованием для обработки металла.
С 2015 года Рагнар Сааге и Андрес Ярвпылд проводят в кузнице эксперименты по выплавке железа из местной руды. Для этого в здании была построена специальная печь. К 2018 году было получено около 1,5 кг железа.

### Летняя кухня
Представляет собой конусообразную постройку из тонких еловых брусьев. Диаметр постройки ― четыре метра, высота ― пять метров.